# Renata Szczęch
Renata Szczęch, z domu Małodobra (ur. 7 stycznia 1967 w Kolbuszowej) – polska prawnik, dyplomata i urzędnik państwowy, w latach 2015–2016 podsekretarz stanu w Ministerstwie Rodziny, Pracy i Polityki Społecznej, w latach 2016–2017 podsekretarz stanu w Ministerstwie Spraw Zagranicznych, w latach 2017–2019 podsekretarz stanu w Ministerstwie Spraw Wewnętrznych i Administracji.

## Życiorys
Absolwentka Wydziału Prawa i Administracji Uniwersytetu Marii Curie-Skłodowskiej. Ukończyła aplikację legislacyjną przy Kancelarii Prezesa Rady Ministrów oraz studia MBA w Instytucie Nauk Ekonomicznych Polskiej Akademii Nauk.
Od 1993 zatrudniona w Wojewódzkim Urzędzie Pracy w Rzeszowie. W latach 1996–2001 pracowała w Ministerstwie Pracy i Polityki Społecznej, później do 2004 – w Ministerstwie Spraw Zagranicznych.
Pełniła funkcję konsula w Konsulacie Generalnym Rzeczypospolitej Polskiej w Nowym Jorku, kierując działem wizowym, paszportowym, a następnie zajmując się sprawami obywatelstwa polskiego. Pracowała również w departamencie prawnym Ministerstwa Gospodarki oraz w Urzędzie do spraw Repatriacji i Cudzoziemców.
Była dyrektorem Przedstawicielstwa Polskich Linii Lotniczych LOT na Amerykę Północną i Południową w Nowym Jorku. Kierowała także Departamentem Prawnym w Głównym Inspektoracie Sanitarnym.
Od 10 grudnia 2015 pełniła funkcję podsekretarza stanu w Ministerstwie Rodziny, Pracy i Polityki Społecznej, a następnie od 14 września 2016 podsekretarza stanu w Ministerstwie Spraw Zagranicznych, odpowiedzialnego za sprawy prawno-traktatowe (miała zostać odwołana ze względu na błędy przy pisaniu projektu ustawy o służbie zagranicznej). Od 24 października 2017 zasiadała na stanowisku podsekretarza stanu w Ministerstwie Spraw Wewnętrznych i Administracji. W sierpniu 2019 odwołana ze stanowiska. W 2020 była p.o. dyrektora Departamentu Prawnego i Orzecznictwa Kontrolnego Najwyższej Izby Kontroli.